# Selma Urfer
Selma Urfer (Berna, 30 de marzo de 1928 - Múnich, 2 de mayo de 2013) fue una escritora, traductora y actriz suiza. Se graduó en la Escuela de Arte Dramático de Zúrich en 1948. Aparte de su faceta interpretativa, publicó numerosas historias cortas, guiones de radio y televisión y traducciones de novelas del francés e inglés. Se unió al Gruppe Olten en 1970. Se casó con el actor alemán Robert Graf, y tuvo tres hijos, incluido el director alemán Dominik Graf.

## Premios
- 1984 - Preis des Kurzgeschichtenwettbewerbs des Schweizerischen Beobachters
- 1985 - Literaturpreis des C. Bertelsmann Verlags
- 1987 - Literaturpreis des Kantons Bern

## Obras
- Damals. Dort., C. Bertelsmann Verlag, Munich 1986 ISBN 3-570-07874-4
- Skizzen aus Grandson, Les Editions d'Autrefois, Grandson 1988
- Liebe in Coppet. Eine Erinnerung an Madame de Staël, Nymphenburger Verlagsanstalt, 1992 ISBN 3-485-00646-7
- Der braune Eisbär, Schweiz. Jugendschriftenwerk, 2005
- Peter Pan in Kensington Gardens, traducción al alemán de la novela The Little White Bird (1902) de James Matthew Barrie, con notas, Scaneg Verlag, Munich 2008 ISBN 978-3-89235-120-7